# XO (album)
 For alternative betydninger, se XO. (Se også artikler, som begynder med XO)
XO er et album af den amerikanske sangskriver Elliott Smith. Det blev udgivet i efteråret 1998 og var hans første soloalbum på et stort label. XO står på amerikansk for "hugs and kisses" og er normalt at afslutte et brev med mellem mennesker der har et tæt forhold. Pladen er også med i musikjournalist Torben Billes bog Lydspor der omhandler de 100 bedste rockplader nogensinde.

## Spor
1. Sweet Adeline
2. Tomorrow Tomorrow
3. Waltz #2 (XO)
4. Baby Britain
5. Pitseleh
6. Independence Day
7. Bled White
8. Waltz #1
9. Amity
10. Oh Well, Okay
11. Bottle Up And Explode
12. Question Mark
13. Everybody Cares, Everybody Understands
14. I Didn't Understand